# Zaječiće
Zaječiće (Servisch cyrillisch Зајечиће) is een plaats in de Servische gemeente Sjenica. De plaats telt 185 inwoners (2002).